# Madonna in trono col Bambino e i santi Ambrogio, Giovanni Battista, Pietro, Vittore, Benedetto e Antonio Abate
La Madonna in trono col Bambino e i santi Ambrogio, Giovanni Battista, Pietro, Vittore, Benedetto e Antonio Abate conosciuto come il polittico Zavattari o polittico di Castel Sant'Angelo è un polittico, olio su tavola realizzato da Ambrogio Zavattari forse nel 1459 e conservato nel museo di Castel Sant'Angelo di Roma.

## Storia
Nei primi anni del Novecento furono donati alla pinacoteca romana di Castel Sant'Angelo, un certo numero di opere, dai conti Contini, tra queste vi era un pentittico attribuito agli Zavattari. Nel 1957 furono individuati altri due pannelli che originariamente lo completavano, dallo storico dell'arte Roberto Longhi, e acquistati nel 2000 dal Ministero per i Beni e le Attività Culturali che li ha assegnate al museo dove sono stati uniti ai pannelli già presenti, tornando a completare il polittico originale.
La ricostruzione è stata possibile grazie alla presenza di alcune antiche foto che ne testimoniano lo smembramento in una data che va dal 1880 al 1928, permettendone la ricostruzione della storia degli ultimi anni. In precedenza l'opera smembrata faceva parte della collezione del conte di Torino Vittorio Emanuele Savoia-Aosta, come testimonia il bollino posto sulla cornice non originale ma aggiunto nel XIX secolo. Questa cornice non originale in stile falso gotico fiorentino ha sviato la sua assegnazione, mentre originariamente era inserita in una cornice d'arte lombarda. Questa è stata rimossa nei restauri del Duemila ridando alle tavole la loro forma originale.
Gli Zavattari sono stati un'importante famiglia di pittori di Milano che lavorò per i Visconti. L'opera che maggiormente li identifica è l'affresco del 1444 ospitato nella cappella di Teodolinda del duomo di Monza. Pochi però sono i documenti relativi alla famiglia, si conoscono i maggiori esponenti: Franceschino che lavorò per la fabbrica del duomo di Milano, e i suoi figli Giovanni, Gregorio di cui si hanno documenti anche nella certosa di Pavia nella seconda metà del Quattrocento, e Ambrogio. Di quest'ultimo si ritiene sia il polittico e risulta essere attivo sempre in ambito lombardo dal 1450 al 1481.
Lo studio del Longhi del 1957 indicava già l'errata posizione delle diverse tavole, e ne aveva individuate le altre due in collezione privata fiorentina, che avevano i medesimi formati, e la preziosa identica decorazione che non lasciava nessun dubbio. Ricomposta l'altare si presenta di circa tre metri per larghezza per due di altezza, sicuramente posto in un altare della Lombardia, forse milanese data la presenza di sant'Ambrogio, la presenza di un pagamento al Zavattari il 17 dicembre 1459 per un lavoro eseguito per l'altare maggiore del duomo di Milano, potrebbe indicare la sua originaria collocazione. I dipinti hanno molte assonanze con le opere presenti nel duomo di Monza.
Nel 2013, dopo un periodo di restauro a opera delle restauratrici Laura Cibrario e Fabiola Jatta , il polittico fu esposto nella sala della Cagliostra del castello, che prese il nome dal Cagliostro che nel 1789 vi fu imprigionato con l'accusa di stregoneria.

## Descrizione
Il polittico, si compone di sette tavole, cuspidate, una centrale e tre per ogni lato, di cui due si conservavano in collezione privata e furono aggiunte solo nel 2000 dopo che furono individuate da Roberto Longhi.
Centrale la tavola raffigurante la Madonna in trono col Bambino tra gli angeli. La prima tavola a sinistra presenta san Vittore raffigurato con ramoscello con bacche. Nella seconda da sinistra è raffigurato san Pietro con le chiavi e il libro, la sua posizione che si volge a sinistra ne indica l'errata collocazione rispetto a quella originale, non è quindi possibile che si dipingesse un santo che non si volgeva verso la Vergine. Segue l'immagine di sant'Ambrogio con il flagello a tre corde segno della sua attività contro l'eresia.
La tavola posta all'estrema sinistra raffigura san Benedetto, segue sant'Antonio abate con il bastone completo di campanellino e la tavola più vicina a quella della Madonna san Giovanni Battista negli abiti da eremita con la pelle di cammello e un cartiglio.